# Marble Falls (Texas)
Pour les articles homonymes, voir Marble Falls.
La ville de Marble Falls est située dans le comté de Burnet, dans l’État du Texas, aux États-Unis. Elle comptait 6 077 habitants lors du recensement de 2010.

## Géologie
La région recouvre une formation géologique dite « Marble Falls formation » qui comprend un calcaire supérieur clair et une partie inférieure sombre (plus riche en matière organique) et interstratifiés de schistes gris-noir, parfois appelée « Formation Comyn ».
Le schiste argileux de la formation inférieure du Marble Falls diffère de celui, plus organique et hautement radioactive, sous-jacente à la proche formation du Barnett Shale.
La couche du Marble Falls semble décroitre (s'amincir) au sud de Newark East et est lacunaire dans la partie centre-est du bassin de Fort Worth .